# Anzor Mekvabishvili
Anzor Mekvabishvili (in georgiano ანზორ მექვაბიშვილი?; Tbilisi, 5 giugno 2001) è un calciatore georgiano, centrocampista dell'U Craiova e della nazionale georgiana.

## Carriera

### Club
Ha giocato nella prima divisione georgiana.

### Nazionale
Nel 2023 ha partecipato agli Europei Under-21.

## Statistiche

### Cronologia presenze e reti in nazionale
| Cronologia completa delle presenze e delle reti in nazionale ― Georgia | Cronologia completa delle presenze e delle reti in nazionale ― Georgia | Cronologia completa delle presenze e delle reti in nazionale ― Georgia | Cronologia completa delle presenze e delle reti in nazionale ― Georgia | Cronologia completa delle presenze e delle reti in nazionale ― Georgia | Cronologia completa delle presenze e delle reti in nazionale ― Georgia | Cronologia completa delle presenze e delle reti in nazionale ― Georgia | Cronologia completa delle presenze e delle reti in nazionale ― Georgia |
| Data                                                                   | Città                                                                  | In casa                                                                | Risultato                                                              | Ospiti                                                                 | Competizione                                                           | Reti                                                                   | Note                                                                   |
| ---------------------------------------------------------------------- | ---------------------------------------------------------------------- | ---------------------------------------------------------------------- | ---------------------------------------------------------------------- | ---------------------------------------------------------------------- | ---------------------------------------------------------------------- | ---------------------------------------------------------------------- | ---------------------------------------------------------------------- |
| 25-3-2022                                                              | Zenica                                                                 | Bosnia ed Erzegovina                                                   | 0 – 1                                                                  | Georgia                                                                | Amichevole                                                             | -                                                                      | 63’                                                                    |
| 29-3-2022                                                              | Tirana                                                                 | Albania                                                                | 0 – 0                                                                  | Georgia                                                                | Amichevole                                                             | -                                                                      | 75’                                                                    |
| 2-6-2022                                                               | Tbilisi                                                                | Georgia                                                                | 4 – 0                                                                  | Gibilterra                                                             | UEFA Nations League 2022-2023 - 1º turno                               | -                                                                      |                                                                        |
| 12-6-2022                                                              | Tbilisi                                                                | Georgia                                                                | 0 – 0                                                                  | Bulgaria                                                               | UEFA Nations League 2022-2023 - 1º turno                               | -                                                                      | 63’                                                                    |
| 23-9-2022                                                              | Tbilisi                                                                | Georgia                                                                | 2 – 0                                                                  | Macedonia del Nord                                                     | UEFA Nations League 2022-2023 - 1º turno                               | -                                                                      | 78’                                                                    |
| 26-9-2022                                                              | Gibilterra                                                             | Gibilterra                                                             | 1 – 2                                                                  | Georgia                                                                | UEFA Nations League 2022-2023 - 1º turno                               | -                                                                      |                                                                        |
| 17-11-2022                                                             | Sharja                                                                 | Marocco                                                                | 3 – 0                                                                  | Georgia                                                                | Amichevole                                                             | -                                                                      | 78’                                                                    |
| 8-9-2023                                                               | Tbilisi                                                                | Georgia                                                                | 1 – 7                                                                  | Spagna                                                                 | Qual. Euro 2024                                                        | -                                                                      | 46’                                                                    |
| 12-9-2023                                                              | Oslo                                                                   | Norvegia                                                               | 2 – 1                                                                  | Georgia                                                                | Qual. Euro 2024                                                        | -                                                                      | 76’                                                                    |
| 12-10-2023                                                             | Tbilisi                                                                | Georgia                                                                | 8 – 0                                                                  | Thailandia                                                             | Amichevole                                                             | -                                                                      |                                                                        |
| 15-10-2023                                                             | Tbilisi                                                                | Georgia                                                                | 4 – 0                                                                  | Cipro                                                                  | Qual. Euro 2024                                                        | -                                                                      | 85’                                                                    |
| 16-11-2023                                                             | Tbilisi                                                                | Georgia                                                                | 2 – 2                                                                  | Scozia                                                                 | Qual. Euro 2024                                                        | -                                                                      | 70’                                                                    |
| 19-11-2023                                                             | Valladolid                                                             | Spagna                                                                 | 3 – 1                                                                  | Georgia                                                                | Qual. Euro 2024                                                        | -                                                                      | 60’                                                                    |
| 9-6-2024                                                               | Podgorica                                                              | Montenegro                                                             | 1 – 3                                                                  | Georgia                                                                | Amichevole                                                             | -                                                                      | 80’                                                                    |
| 18-6-2024                                                              | Dortmund                                                               | Turchia                                                                | 3 – 1                                                                  | Georgia                                                                | Euro 2024 - 1º turno                                                   | -                                                                      | 89’                                                                    |
| 22-6-2024                                                              | Amburgo                                                                | Georgia                                                                | 1 – 1                                                                  | Rep. Ceca                                                              | Euro 2024 - 1º turno                                                   | -                                                                      | 83’                                                                    |
| 26-6-2024                                                              | Gelsenkirchen                                                          | Georgia                                                                | 2 – 0                                                                  | Portogallo                                                             | Euro 2024 - 1º turno                                                   | -                                                                      | 81’ 85’                                                                |
| 16-11-2024                                                             | Batumi                                                                 | Georgia                                                                | 1 – 1                                                                  | Ucraina                                                                | UEFA Nations League 2024-2025 - 1º turno                               | -                                                                      | 86’                                                                    |
| 19-11-2024                                                             | Olomouc                                                                | Rep. Ceca                                                              | 2 – 1                                                                  | Georgia                                                                | UEFA Nations League 2024-2025 - 1º turno                               | -                                                                      | 61’                                                                    |
| 20-3-2025                                                              | Erevan                                                                 | Armenia                                                                | 0 – 3                                                                  | Georgia                                                                | UEFA Nations League 2024-2025 - Play-off                               | -                                                                      | 66’                                                                    |
| 23-3-2025                                                              | Tbilisi                                                                | Georgia                                                                | 6 – 1                                                                  | Armenia                                                                | UEFA Nations League 2024-2025 - Play-off                               | -                                                                      |                                                                        |
| 5-6-2025                                                               | Tbilisi                                                                | Georgia                                                                | 1 – 0                                                                  | Fær Øer                                                                | Amichevole                                                             | -                                                                      | 79’                                                                    |
| 8-6-2025                                                               | Kutaisi                                                                | Georgia                                                                | 1 – 1                                                                  | Capo Verde                                                             | Amichevole                                                             | -                                                                      |                                                                        |
| Totale                                                                 |                                                                        | Presenze                                                               | 23                                                                     |                                                                        | Reti                                                                   | 0                                                                      |                                                                        |

## Palmarès

### Club

#### Competizioni nazionali
- Campionato georgiano: 1

Dinamo Tbilisi: 2020
- Supercoppa di Georgia: 1

Dinamo Tbilisi: 2021